# Jean-Paul Luksić
Jean-Paul Luksic Fontbona (31 de mayo de 1964) es un administrador de empresas, empresario y dirigente gremial chileno. Es  uno de los líderes del grupo económico forjado por su padre, Andrónico Luksic Abaroa, durante la segunda mitad del siglo XX.
Desde 2004 es presidente de Antofagasta plc, sociedad con base en el Reino Unido que agrupa los intereses mineros de su familia. También participa como director en varias empresas del sector industrial controladas por el grupo.
Desde 2012 ejerce la presidencia del Consejo Minero de Chile, entidad que agrupa a las principales firmas de este sector del país.

## Primeros años de vida
Hijo del fallecido empresario de origen croata y de la segunda esposa de este, la antofagastina de ascendencia española Iris Fontbona González, tiene dos hermanas, María Paola y María Gabriela, y dos medios hermanos, Andrónico y Guillermo, estos últimos, hijos del primer matrimonio de su padre, con Ena Craig, fallecida en 1959, a temprana edad.
Al igual que ellos, se formó en The Grange School de la capital chilena, lugar donde destacó más como deportista que como estudiante. Influido por su entorno, una vez egresado de la educación secundaria se matriculó en la carrera de ingeniería civil en la Universidad de Chile, la que congelaría en 1983, al año y medio de ingresar.
Aprovechando los planes de su padre de trasladarse a vivir una temporada a Londres, Reino Unido, con el fin de atender algunos negocios, se mudó a la capital británica, incorporándose luego a la Escuela de Economía y Ciencia Política de Londres, entidad en la que se graduaría en administración de empresas.
Tras ello trabajó por dos años en la filial inglesa del actual banco francés BNP Paribas, empresa en la que conocería a quien más tarde se transformaría en su esposa, la inglesa Belinda James.

### Matrimonio e hijos
Contrajo matrimonio en 1993 con la británica Belinda James (nacida el 26 de agosto de 1964), hija del capitán Colin James y de su esposa Deirdre  Handcock. Fruto de este matrimonio nacieron 3 hijos:
- Isabella  (nacida el 8 de diciembre de 1994).
- Sebastian  (nacido el 22 de febrero de 1998).
- Tomas  (nacido el 7 de enero de 2003).

## Actividad empresarial

### Ingreso a la minería
Luego de seis años en Europa, regresó a su país natal con el objetivo de colaborar en los negocios familiares, concentrándose en la minería, el sector original del grupo Luksic. Así, en 1989, arribó al área de nuevos desarrollos de la minera Anaconda, cuando la familia Luksic iniciaba las negociaciones para explotar el yacimiento Los Pelambres subterráneo, proyecto de US$ 60 millones que planteaba una producción de 25.000 toneladas anuales de cobre fino y cuya producción comenzó en 1992.
En este periodo la empresa también desarrolló el yacimiento Lince, de Minera Michilla, el cual llegó a producir 25.000 toneladas de cátodos, y El Tesoro, cuya explotación se inició con una inversión de US$ 300 millones después de dos años de negociaciones para su financiamiento. Ubicado en la Región de Antofagasta, El Tesoro fue inaugurado en noviembre de 2001.

### Consolidación
A fines de 2004 asumió la presidencia del directorio de Antofagasta plc, cargo que ocupaba su padre, quien fallecería pocos meses después a la edad de 78 años.
En los siguientes ejercicios concentraría sus esfuerzos en el desarrollo del proyecto cuprífero Esperanza y en iniciativas mineras fuera de las fronteras de Chile, destacándose las planteadas para América Latina y Asia.
En noviembre de 2011, a raíz de la suspensión en el cargo de Miguel Ángel Durán y por su calidad de primer vicepresidente, asumió interinamente la presidencia del Consejo Minero.
Cuatro meses después debió ocupar, también interinamente, la presidencia ejecutiva de Antofagasta Minerals debido a la salida de Marcelo Awad. Abandonó esta responsabilidad en julio de 2012, tras la designación de Diego Hernández. La presidencia de la entidad gremial, en tanto, la ejerce en propiedad desde octubre de 2012.